# Guardiano del Polo
Il Guardiano del Polo (Polophylax in greco) è una costellazione obsoleta australe situata nei pressi del polo sud celeste, da cui il nome.

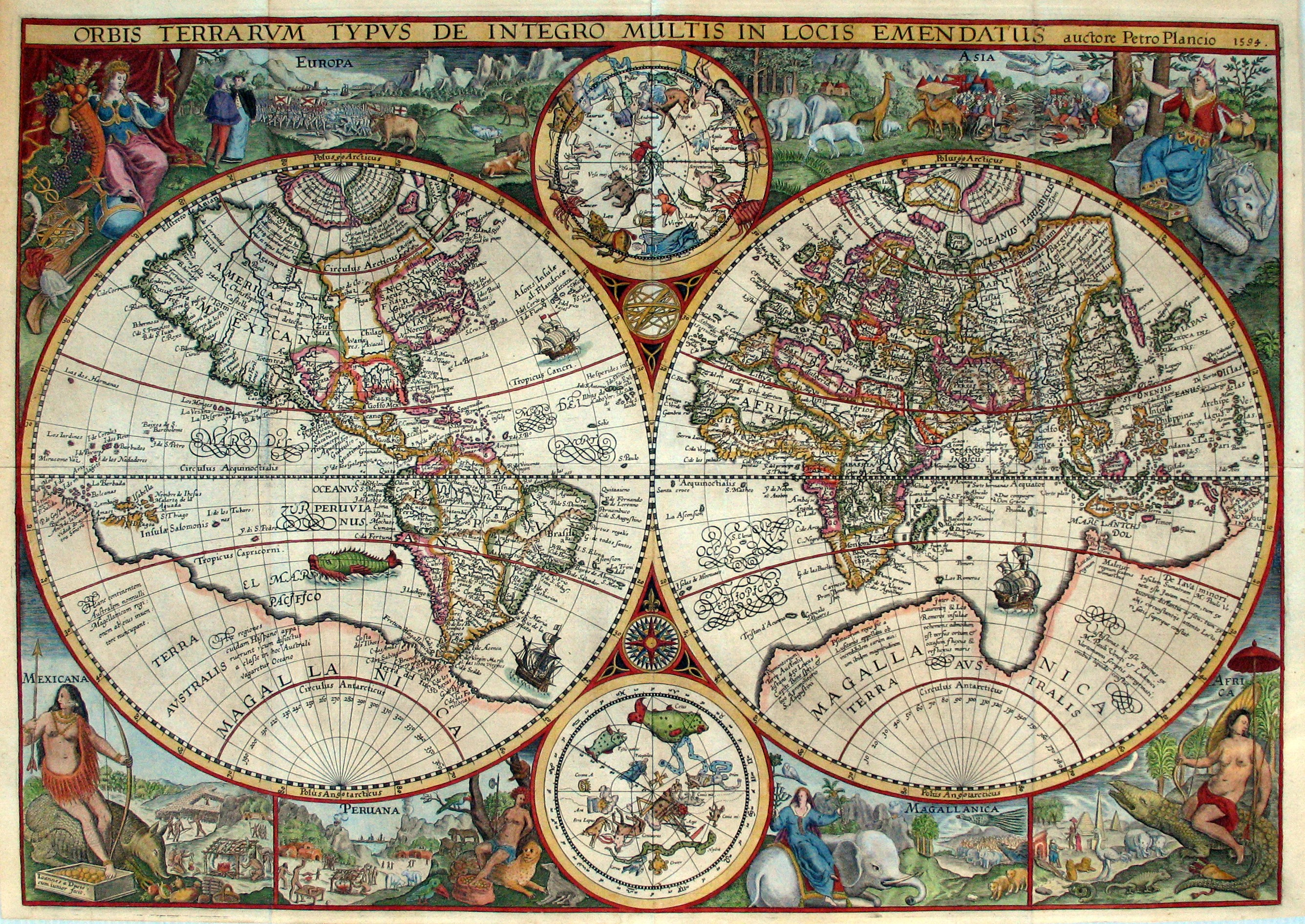
Il planisfero di Plancius. Polophilax è situato al centro del piccolo emisfero in basso.

Petrus Plancius, il cartografo olandese, introdusse per la prima volta le costellazioni del Guardiano del Polo e della Colomba in uno dei due piccoli emisferi celesti che decoravano la sua mappa del mondo del 1592. Comparvero nuovamente su questa mappa a partire dal 1594. Il Guardiano del Polo (che viene qui indicato come Polophilax, non Polophylax) viene rappresentato come una figura vestita di blu in alto a sinistra del polo sud celeste, nell'area dove attualmente si trovano le costellazioni del Tucano, dell'Idra Maschio e della Fenice. È situato accanto ad una Croce del Sud del tutto immaginaria, in quanto all'epoca Plancius non era a conoscenza del fatto che la croce celeste avvistata dagli esploratori era costituita da stelle che i Greci consideravano parte dei piedi del Centauro. Altrettanto errata è la posizione del grande triangolo australe adiacente alla Nave Argo. La Colomba viene raffigurata a sud di Orione, vicino alle zampe posteriori del Cane Maggiore, ma non ne viene indicato il nome. Questa, per inciso, è una veduta inversa del cielo, come se le stelle fossero rappresentate su un globo, e di conseguenza le costellazioni appaiono al contrario.